# Kline (Caroline du Sud)
Pour les articles homonymes, voir Kline.
Kline est une ville située dans le comté de Barnwell, dans l’État de Caroline du Sud, aux États-Unis. Lors du recensement de 2020, elle comptait 148 habitants.